# G 195-19
G 195-19 is een witte dwerg met een spectraalklasse van DC. De ster bevindt zich 33,5 lichtjaar van de zon.